# Raoof Haghighi
Pour les articles homonymes, voir Haghighi.
Raoof Haghighi, né en septembre 1976 à Chiraz en Iran, est un peintre irano-britannique. Il est connu pour ses portraits et son style hyperréaliste. 